# Лайв-Оук (округ Саттер, Каліфорнія)
Лайв-Оук (англ. Live Oak) — місто (англ. city) в США, в окрузі Саттер штату Каліфорнія. Населення — 9106 осіб (2020).

## Географія
Лайв-Оук розташований за координатами 39°16′27″ пн. ш. 121°39′55″ зх. д. / 39.27417° пн. ш. 121.66528° зх. д. (39.274048, -121.665166).  За даними Бюро перепису населення США в 2010 році місто мало площу 4,84 км², уся площа — суходіл. В 2017 році площа становила 8,08 км², уся площа — суходіл.

## Демографія
Згідно з переписом 2010 року, у місті мешкали 8392 особи в 2331 домогосподарстві у складі 1845 родин. Густота населення становила 1734 особи/км².  Було 2498 помешкань (516/км²).
Расовий склад населення:
| - 53,5 % — білих - 11,7 % — азіатів - 1,6 % — чорних або афроамериканців - 1,5 % — корінних американців - 0,2 % — вихідців з тихоокеанських островів - 25,9 % — осіб інших рас |

До двох чи більше рас належало 5,5 %. Частка іспаномовних становила 48,8 % від усіх жителів.
За віковим діапазоном населення розподілялося таким чином: 30,6 % — особи молодші 18 років, 58,7 % — особи у віці 18—64 років, 10,7 % — особи у віці 65 років та старші. Медіана віку мешканця становила 31,7 року. На 100 осіб жіночої статі у місті припадало 89,9 чоловіків;  на 100 жінок у віці від 18 років та старших — 87,1 чоловіків також старших 18 років.
Середній дохід на одне домашнє господарство  становив 56 309 доларів США (медіана — 42 288), а середній дохід на одну сім'ю — 60 462 долари (медіана — 46 894). Медіана доходів становила 33 500 доларів для чоловіків та 24 755 доларів для жінок. За межею бідності перебувало 21,8 % осіб, у тому числі 28,2 % дітей у віці до 18 років та 21,6 % осіб у віці 65 років та старших.
Цивільне працевлаштоване населення становило 2963 особи. Основні галузі зайнятості: освіта, охорона здоров'я та соціальна допомога — 17,5 %, роздрібна торгівля — 17,0 %, сільське господарство, лісництво, риболовля — 14,0 %.